# Oscarkempffita
L'oscarkempffita és un mineral de la classe dels sulfurs.

## Característiques
L'oscarkempffita és una sulfosal de fórmula química Ag10Pb₄(Sb17Bi9)S48. Va ser aprovada com a espècie vàlida per l'Associació Mineralògica Internacional l'any 2011, i la primera publicació data del 2016. Cristal·litza en el sistema ortoròmbic. La seva duresa a l'escala de Mohs oscil·la entre 3 i 3,5. És homòleg de la lil·lianita homòleg amb N = 4. Químicament és similar a la clinooscarkempffita, així com a la borodaevita i a la terrywallaceïta.
Els exemplars que van servir per a determinar l'espècie, el que es coneix com a material tipus, es troben conservats al departament d'Enginyeria de Materials i Física de la Universitat de Salzburg, a Àustria, amb el número d'exemplar 15000, i al Museu d'Història Natural de Londres, al Regne Unit.
Department of Materials Engineering and Physics, University of Salzburg, Salzburg, Austria, specimen number 15000, and the Natural History Museum, London, United Kingdom, specimen number BM 20, 3 

## Formació i jaciments
Va ser descoberta en material antic (dels anys 1929-30) provinent del nivell 264 del filó Colorada, a la mina Ánimas, a la localitat de Chocaya-Animas, a la província de Sud Chichas (Departament de Potosí, Bolívia). Es tracta de l'únic indret on ha estat descrita en tot el planeta.